# مديرية تومبيس
مديرية تومبيس (بالإنجليزية: Tumbes District)‏ هي المستوى الثالث من التقسيم الإداري في بيرو، تتبع مقاطعة تومبيس، عاصمتها تومبيس، تبلغ مساحتها 158.84 كيلومتر مربع.